# Поздрави са Косова
Поздрави са Косова је српско-албански документарни филм  који је режирао Душан Гајић.
Филм је добио је Сребрну награду за најбољи политички документарац на Ворлдмедија фестивалу у Хамбургу, Немачкој. Филм остварен у сарадњи са новинаром Фатосом Битићијем, покушај је да се истражи природа спора око статуса Косова и Метохије и да се разбију уобичајени стереотипи у извештавању о српско-албанском спору око Космета, пише у саопштењу SEETV (South East Europe TV Exchanges).